# Atanasios Mastrowasilis
Atanasios Mastrowasilis, gr. Αθανάσιος Μαστροβασίλης (ur. 18 kwietnia 1979) – grecki szachista, arcymistrz od 2005 roku.

## Kariera szachowa
W latach 1993–1999 był reprezentantem Grecji na mistrzostwach świata (trzykrotnie) oraz Europy juniorów (również trzykrotnie), najlepszy wynik uzyskując w 1995 r. w Guarapuavie, gdzie w MŚ do lat 16 zajął V miejsce. 
Wielokrotnie startował w finałach indywidualnych mistrzostw Grecji, dwukrotnie (1999, 2005) zdobywając srebrne medale. W 2004 r. jedyny raz w dotychczasowej karierze wystąpił w narodowej drużynie na szachowej olimpiadzie.
Odniósł następujące sukcesy w turniejach międzynarodowych:
- 2000 – Kavala (I m.),
- 2001 – Saloniki (dz. I m. wspólnie z m.in. Igorem Miladinoviciem, Krumem Georgijewem, Vlatko Bogdanovskim)),
- 2002 – Saloniki (dz. I m. wspólnie z Slavoljubem Marjanoviciem i Vasiliosem Kotroniasem), Nowy Sad (dz. II m. za swoim bratem, Dimitriosem, wspólnie z Nikolą Sedlakiem), Korynt (dz. II m. za Siergiejem Wołkowem, wspólnie z m.in. Dmitrijem Swietuszkinem i Dejanem Anticiem),
- 2004 – Ateny (turniej Acropolis, I m.),
- 2005 – Pórto Cárras (III m. za Olegiem Korniejewem i Normundsem Miezisem),
- 2006 – Saloniki (dz. III m. za Peterem Heine Nielsenem i Radosławem Wojtaszkiem, wspólnie z m.in. Tamazem Gelaszwilim, Sune Bergiem Hansenem i Subbaraman Vijayalakshmi).

Najwyższy ranking w karierze osiągnął 1 września 2010 r., z wynikiem 2556 punktów zajmował wówczas 6. miejsce wśród greckich szachistów.